# 10320 Рейланд
10320 Рейланд (10320 Reiland) — астероїд головного поясу, відкритий 14 жовтня 1990 року.
Тіссеранів параметр щодо Юпітера — 3,580.